# إف إكس (قناة تلفزيونية آسيوية)
FX هي قناة تلفزيونية آسيوية بالدفع، تملكها وتشغلها مجموعة شبكات فوكس آسيا والمحيط الهادئ، وهي شركة تابعة لوالت ديزني مباشرة للمستهلك والدولية.
في الهند، تم استبدال القناة بتغذية محلية هندية في سبتمبر 2012؛ ومع ذلك، يواصل بعض موفري التلفزيون توزيع التغذية الآسيوية.

## التغذية
- جنوب شرق آسيا
- كوريا
- الفلبين
- تغذية عالية الوضوح